# Comuna Antonivka, Volodîmîreț
Antonivka (în ucraineană Антонівка) este o comună în raionul Volodîmîreț, regiunea Rivne, Ucraina, formată din satele Antonivka (reședința) și Ceakva.

## Demografie
Componența lingvistică a comunei Antonivka
     Ucraineană (98,18%)
     Rusă (1,56%)
     Alte limbi (0,21%)
Conform recensământului din 2001, majoritatea populației comunei Antonivka era vorbitoare de ucraineană (98,18%), existând în minoritate și vorbitori de rusă (1,56%).